# Habronestes helenae
Habronestes helenae är en spindelart som beskrevs av Baehr 2003. Habronestes helenae ingår i släktet Habronestes och familjen Zodariidae.
Artens utbredningsområde är New South Wales. Inga underarter finns listade i Catalogue of Life.